# Andrei Barixpolets
Andrei Barixpolets (en ucraïnès: Андрій Вадимович Боришполець); Kíiv, 16 de gener de 1991) és un jugador d'escacs ucraïnès, que té el títol de Gran Mestre des del 2013.
A la llista d'Elo de la FIDE del juliol de 2016, hi tenia un Elo de 2551 punts, cosa que en feia el jugador número 33 (en actiu) d'Ucraïna. El seu màxim Elo va ser de 2566 punts, a la llista del desembre de 2014.

## Resultats destacats en competició
El gener de 2013 guanyà el 13è Torneig internacional de Parsvnath després de derrotar a la desena ronda el GM Chakkravarthy Deepan, aconseguint 8 punts de 10 partides i superant en el desempat a Ivan Popov i Alberto David.
El juliol de 2016 fou subcampió del XXXVIè Obert Vila de Benasc amb 8½ punts de 10 partides (el campió fou Krishnan Sasikiran).